# Silvio César Farreira Costa
Silvio Farreira (Niterói, 6 de març de 1970) és un exfutbolista brasiler, que ocupava la posició de davanter.
Va jugar en equips de relleu al seu país, com l'Internacional de Porto Alegre, el Bragantino o el Fluminense. També va jugar a les lligues espanyola i portuguesa a Europa, i qatariana i libanesa a Àsia.
Jugà amb la selecció brasilera la Copa Amèrica de futbol de 1991.

## Palmarès
Bahia
- Campionat baiano: 1998

Bragantino
- Campionat paulista: 1990

CRB
- Campionat alagoano: 2002

Gama
- Campionat brasiliense: 2000

Goiás
- Campionat goiano: 1996

Grêmio
- Recopa Sudamericana: 1996
- Campionat brasiler de futbol: 1996
- Campionat gaúcho: 1996

Internacional
- Campionat gaúcho: 1997

Paraná
- Campionat paranaense: 1995

Tripoli SC
- Lliga libanesa de futbol: 2002-03
- Copa libanesa de futbol: 2003